# おはよう落語
『おはよう落語』（おはようらくご）は、ラジオ大阪の番組である。2009年4月スタート。基本的に録音放送。

## 放送時間
- 毎週日曜　7:05 - 7:20

## パーソナリティー
- 6代目笑福亭枝鶴（落語家）

## コーナー
- 落語アラカルト
  - 落語、落語家の裏話やエピソードを紹介。
- 上方落語エトセトラNEWS
  - 一門の枠を超えた落語会情報や天満天神繁昌亭の情報紹介。